# ベルハネ・アデレ
ベルハネ・アデレ（Berhane Adere、1973年7月21日 - ）は、エチオピアの陸上競技選手である。2003年の世界陸上10000mを30分04秒18のアフリカ新記録で優勝。また2006年のシカゴマラソンでも2時間20分42秒のタイムで優勝、翌2007年も優勝し2連覇を達成している。

## 実績
| 年   | 大会                               | 場所                         | 種目   | 結果 | 記録     |
| ---- | ---------------------------------- | ---------------------------- | ------ | ---- | -------- |
| 1993 | アフリカ陸上選手権                 | ダーバン（南アフリカ共和国） | 10000m | 銀   | 32:48.52 |
| 1998 | アフリカ陸上選手権                 | ダカール（セネガル）         | 5000m  | 金   | 15:54.31 |
| 2001 | 世界陸上選手権                     | エドモントン（カナダ）       | 10000m | 銀   | 31:48.85 |
| 2002 | アフリカ陸上選手権                 | ラデス（チュニジア）         | 5000m  | 金   | 15:51.08 |
| 2002 | IAAFグランプリファイナル           | パリ（フランス）             | 3000m  | 3位  | 8:56.60  |
| 2002 | IAAFワールドカップ                 | マドリッド（スペイン）       | 3000m  | 1位  | 8:50.88  |
| 2003 | 世界室内陸上選手権                 | バーミンガム（イギリス）     | 3000m  | 金   | 8:40.25  |
| 2003 | 世界陸上選手権                     | パリ（フランス）             | 10000m | 金   | 30:04.18 |
| 2004 | 世界室内陸上選手権                 | ブダペスト（ハンガリー）     | 3000m  | 銀   | 9:11.43  |
| 2005 | 世界陸上選手権                     | ヘルシンキ（フィンランド）   | 10000m | 銀   | 30:25.41 |
| 2005 | IAAFワールドアスレチックファイナル | モンテカルロ（モナコ）       | 5000m  | 3位  | 14:46.91 |

- 2001年　世界ハーフマラソン選手権　1:08:17　銅
- 2002年　世界ハーフマラソン選手権　1:09:06　金
- 2003年　世界ハーフマラソン選手権　1:09:02　銀
- 2006年　シカゴマラソン　2:20:42　1位
- 2007年　シカゴマラソン　2:33:49　1位
- 2008年　北京オリンピック女子マラソン　途中棄権

## 自己ベスト
- 1500m　4:06.46 （2002年）
- 3000m　8:25.62 （2001年）
- 5000m　14:29.32 （2003年）
- 10000m　30:04.18 （2003年）
- ハーフマラソン　1:07:52 （2010年）
- マラソン　2:20:42 （2006年）